# 七瀑布
七瀑布位於秋田縣鹿角郡小坂町之米代川支流小坂川上流荒川川。日本瀑布百選之一。
七瀑布就如其名，宛如七段瀑布接龍連續而落下。

## 關連項目
- 日本瀑布百選

## 外部連結
- 七瀑布（页面存档备份，存于）（日語）